# Luciosudis normani
Luciosudis normani — вид авлопоподібних риб родини Notosudidae. Морський, батипелагічний вид, що поширений у тропічних та субтропічних водах всіх океанів на глибині 500—800 м. Максимальна довжина тіла сягає 20,7 см.